# Франциск Шпилман
Франциск Шпилман (рум. Francisc Spielman, мађ. Ferenc Sárvári) је бивши фудбалер и тренер немачке националности који је играо као нападач на међународном нивоу за Румунију и Мађарску.

## Каријера
Шпилман је започео своју фудбалску каријеру 1926. у фудбалском клубу Старуинца Орадеа. Године 1934. појавио се у бојама ЦА Орадеа и одмах постао члан тима који је освојио друго место у првенству Румуније. Године 1940. направио је кратку паузу у УД Решица, а затим се вратио у Орадеу, која је већ била играла у првенству Мађарске. Био је члан шампиона Мађарске у сезони 1943/44. и, са истим тимом, шампиона Румуније 1948/49. Био је најбољи стрелац за Нађварада у сезони освајања титуле у Мађарској, са 23 гола и био је и мађарски играч године. Године 1950. преко ноћи је стављен на листу слободних играча. Вратио се у свој први фудбалски клуб Старуинца Орадеа, који је добио име Металул Орадеа, у окружном првенству. Успео је да напредује за два разреда са тимом и пензионише се 1953. године.

## Репрезентација
Између 1939. и 1949. играо је 11 пута за Румунију и постигао је 4 гола. У међувремену, између 1940. и 1943. године био је члан Мађарсказа коју је одиграо седам утакмица и постигао је три гола.

## Достигнућа
- Прва лига Румуније у фудбалу
  - шампион: 1948/49.
  - 2.: 1934/35.
- Прва лига Мађарске у фудбалу
  - шампион: 1943/44.
- Мађарски играч године: 1944.